# Zlatý míč 1964
Zlatý míč, cenu pro nejlepšího fotbalistu Evropy dle mezinárodního panelu sportovních novinářů, v roce 1964 získal skotský fotbalista Denis Law. Šlo o devátý ročník ankety, organizoval ho časopis France Football a výsledky určili sportovní publicisté z 21 zemí Evropy.

## Pořadí
| Pořadí | Hráč                    | Reprezentace     | Kluby                           | Body |
| ------ | ----------------------- | ---------------- | ------------------------------- | ---- |
| 1      | Denis Law               | Skotsko          | Manchester United               | 61   |
| 2      | Luis Suárez             | Španělsko        | Inter Milán                     | 43   |
| 3      | Amancio Amaro           | Španělsko        | Real Madrid                     | 38   |
| 4      | Eusébio                 | Portugalsko      | Benfica Lisabon                 | 31   |
| 5      | Paul Van Himst          | Belgie           | Anderlecht Brusel               | 28   |
| 6      | Jimmy Greaves           | Anglie           | Tottenham Hotspur               | 19   |
| 7      | Mario Corso             | Itálie           | Inter Milán                     | 17   |
| 8      | Lev Jašin               | SSSR             | Dynamo Moskva                   | 15   |
| 9      | Gianni Rivera           | Itálie           | AC Milan                        | 14   |
| 10     | Valerij Voronin         | SSSR             | FK Torpedo Moskva               | 11   |
| 11     | Karl-Heinz Schnellinger | Německo          | AC Mantova / AS Řím             | 6    |
|        | Ferenc Bene             | Maďarsko         | Újpest FC                       | 6    |
| 13     | Jean Nicolay            | Belgie           | Standard Lutych                 | 5    |
| 14     | Helmut Haller           | Západní Německo  | Bologna FC                      | 4    |
| 15     | José Torres             | Portugalsko      | Benfica Lisabon                 | 3    |
| 16     | Coen Moulijn            | Nizozemsko       | Feyenoord Rotterdam             | 2    |
|        | Flórián Albert          | Maďarsko         | Ferencváros Budapešť            | 2    |
|        | José Altafini           | Itálie           | AC Milan                        | 2    |
| 19     | Giacinto Facchetti      | Itálie           | Inter Milán                     | 1    |
|        | Sandro Mazzola          | Itálie           | Inter Milán                     | 1    |
|        | Bobby Moore             | Anglie           | West Ham United                 | 1    |
|        | Klaus Urbanczyk         | Východní Německo | Chemie Halle                    | 1    |
|        | Ole Madsen              | Dánsko           | Hellerup IK                     | 1    |
|        | Omar Sívori             | Itálie           | Juventus Turín                  | 1    |
|        | Jef Jurion              | Belgie           | Anderlecht Brusel               | 1    |
|        | Néstor Combin           | Francie          | Olympique Lyon / Juventus Turín | 1    |